# The Pleasure Seekers
The Pleasure Seekers (bra Em Busca do Prazer) é um filme estadunidense de 1964, do gênero comédia romântico-musical, dirigido por Jean Negulesco, com roteiro de Edith Sommer baseado no romance Coins in a Fountain, de John H. Secondari.
Trata-se de um remake de Three Coins in the Fountain, realizado pelo mesmo diretor dez anos antes.

## Sinopse
As aventuras e desventuras amorosas de três garotas, uma cantora e modelo, uma secretária e uma estudante de arte, em Madri.

## Elenco
- Ann-Margret ....... Fran Hobson
- Anthony Franciosa ....... Emilio Lacayo
- Carol Lynley ....... Maggie Williams
- Gardner McKay ....... Pete Mc Coy
- Pamela Tiffin ....... Susie Higgins
- Gene Tierney ....... Jane Barton
- Brian Keith ....... Paul Barton
- André Lawrence ....... Dr. Andres Briones
- Antonio Gades ....... dançarino
- Vito Scotti ....... vizinho
- Isobel Elsom